# Hont
Hont là một thị trấn thuộc hạt Nógrád, Hungary. Thị trấn này có diện tích 24,13 km², dân số năm 2010 là 526 người, mật độ 22 người/km².